# 六等官
六等官（ろくとうかん、ロシア語:  колле́жский сове́тник ）とはロシア帝国の国家公務員に与えられた官等表のうち、6番目の階級で軍人では陸軍大佐と海軍大佐、そのほかに上級公務員などに与えられた。
日本語の公式訳語はなく翻訳者によって異なる。六等官、集議官などと訳された。

## 概要
市民階級第6等の階級は陸軍大佐と海軍大佐の階級に対応している。 18世紀後半から1867年までは、鉱業をはじめとする特別な部門の幹部にも相当する身分が与えられていたが、以降は統合された。1886年から1908年にかけて、市民階級第6等に対応する「旗艦機械技術者」の階級が海軍には存在していた。ロシアの官僚制度の発展に伴い、市民階級第6等は議会顧問、部局長、検察官、元老院の首席秘書などのポストを占めるようになった。また郡（ウエズド）ごとに選挙で選出される郡貴族団長を一定期間務めるとまず第6等、その後さらに第5等を与えられた。
19世紀になると、非貴族出身の役人の数が増え始めた。これは権力者の懸念を引き起こした。このため1835年までは第6等は世襲貴族、以降は一代貴族の権利を得た。市民階級第6等は「貴下」の敬称で呼ばれた。
市民階級第6等の職員の数は1796年541人、1857年2216人であった。1897～1898年の時点で、5～8等官のうち53％が現役の官職を持ち、そのうち39％が貴族出身で、58％が高等教育を受けていた。
市民階級第6等の役職は、大臣または最高経営責任者によって任命された。彼らはまた、部門の長を決定した。
原則として、第6等の官職の給与は年間600～750ルーブルであり、馬の維持費も支給された。
さらに市民階級第6等の職員は、年間214ルーブル50コペイカ、控除後で210ルーブル15コペイカの年金を受け取ることができた。
市民階級第6等になるために必要な資格は次のとおり。
- ロシア国民
- 男性
- 市民の名誉を持っている（犯罪歴のある人間は不可）
- 兵役に従事した者
- 高等教育を受けていれば出身によらない。
- 一代または世襲の貴族には優先権がある。

市民階級第6等が就く役職
- 検察官
- 監督裁判所の代表
- 大学の評議員
- 元老院の首席秘書
- 上級公務員

職務上の犯罪について市民階級第6等の官吏は元老院か地方裁判所の法廷で裁かれた。

## 歴史
1717年、ピョートル1世は中央行政機関の変革を始め1722年1月24日に「帝国政府官職表」が制定され、14の階級に分けられ、8等より上は世襲の貴族とされた。帝国政府官職表によると、民間の階級（および軍の階級）は、勤続年数または特別な功績に応じて与えられた。
1745年6月23日、皇帝エリザヴェータは法令で昇進するのにそれぞれの等級での必要な勤務年数を制定した、それ以前は勤続年数に関係なく昇進していた。
1835年には市民階級第6等の変更を含む「階級別公務員職制表」が皇帝によって制定された。第6等の職員は、中央機関の部門長等の地位を得ることができた。
1856年12月9日の「公務員の昇進条件について」の法令で身分に関係なく経験と実績による昇進が確立された。6等から上への昇進には4年間の勤務を必要とした。
1898年の規則によると、昇進は前の等級で5年以上働いてから初めて可能になった。最下級からの連続した勤続年数で20年に相当する。

## 市民階級第6等の役員の制服と勲章

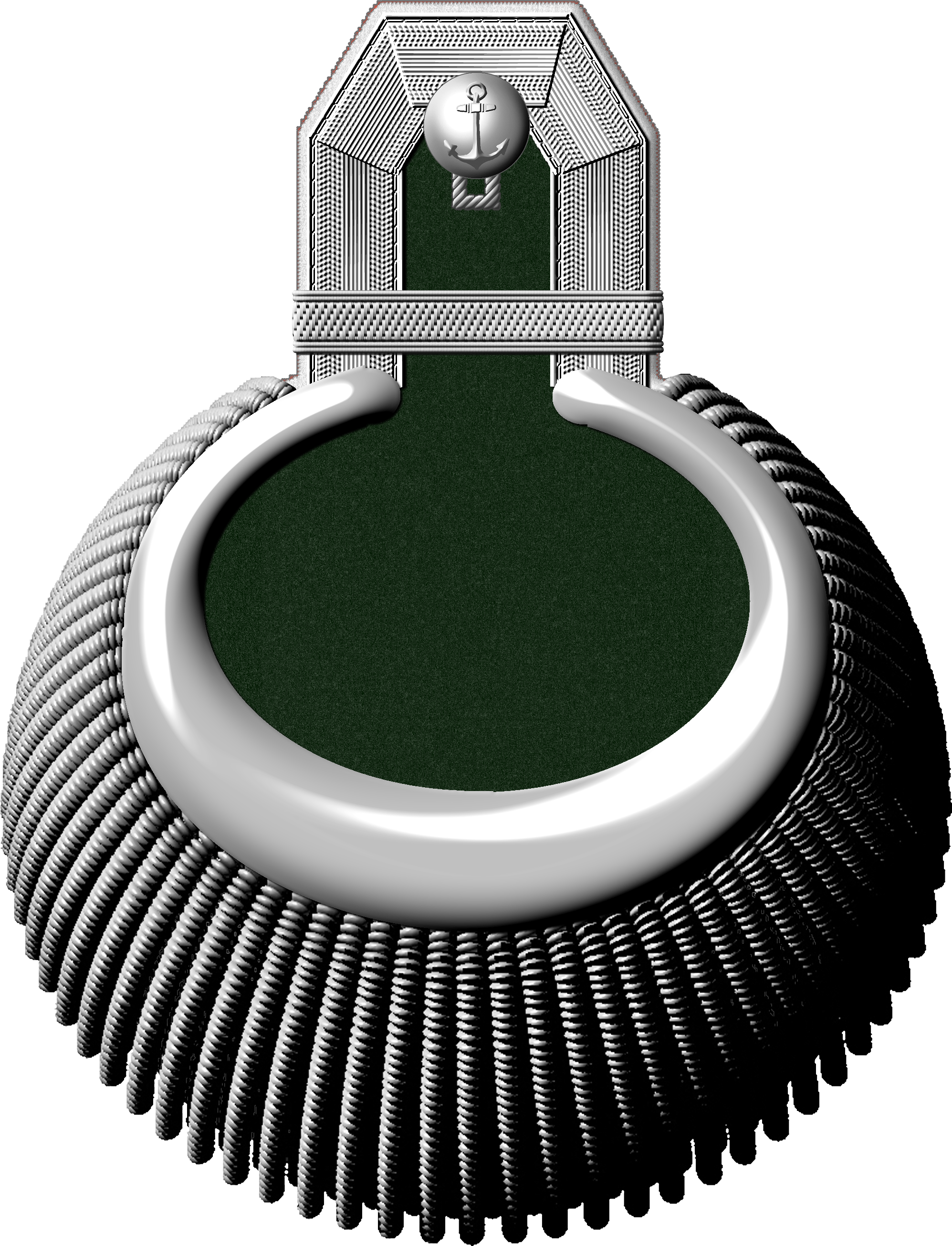
エポレット(1883年)
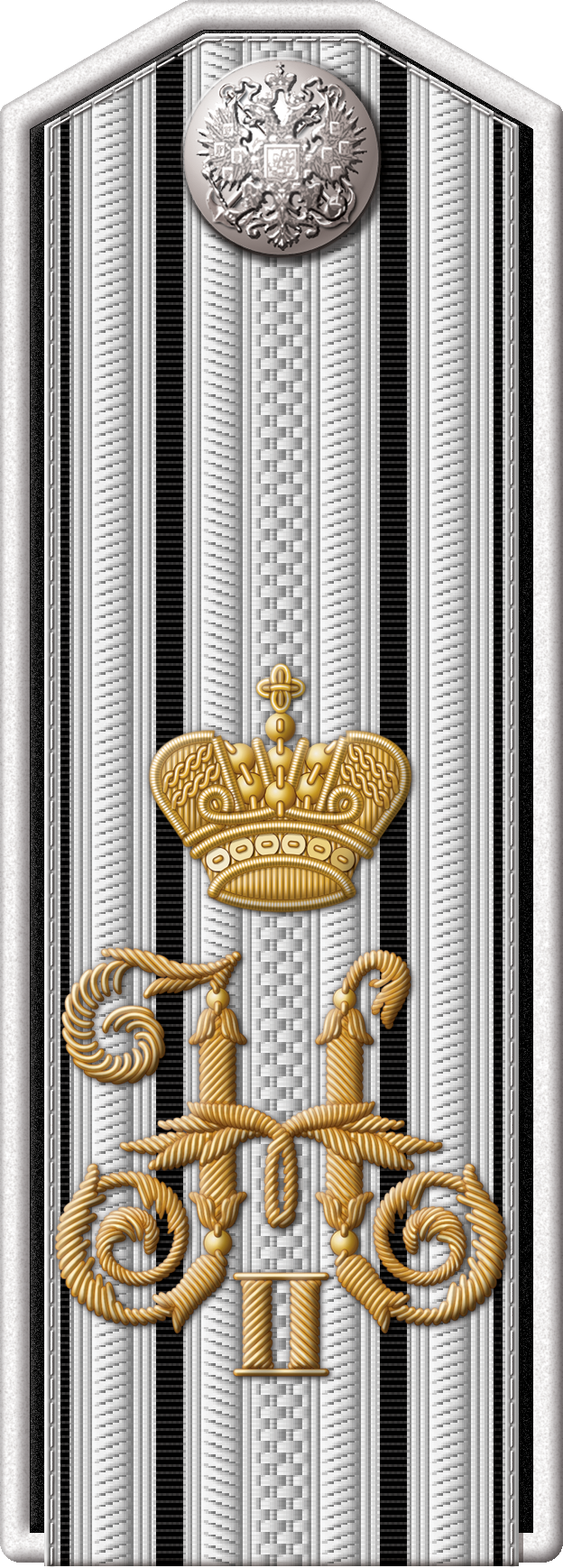
肩章(1904年)
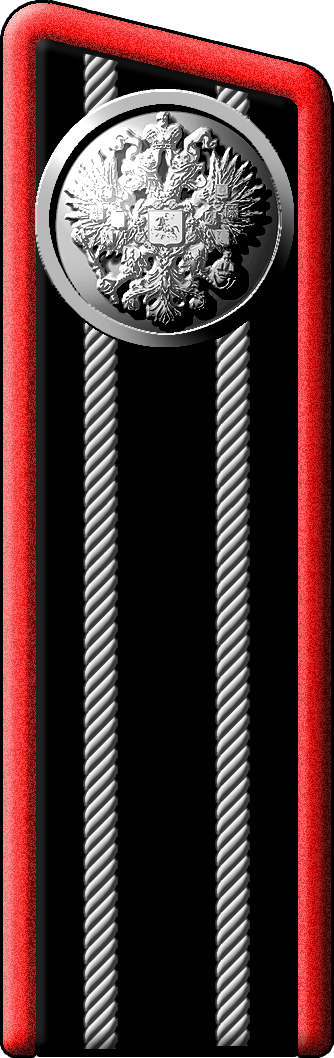
オーバーコートの記章（1904年）

市民階級第6等の階級章は襟と袖口のステッチが半分しかない。制服はシングルブレストで、胸に3つ、袖口に3つのボタンが付いていた。ボタンが所属を示している。
1855年に元老院の決定により、第6級の役人の襟と袖口には亜鉛メッキを施すことが定められたが、実施されなかった。その後、軍服が導入されたが1903年に廃止された。
一般的には2つの平行な穴が開いたループ状のボタンホールが縫い付けられ、中央に部局の紋章が入った市民用ダブルブレストコートがそれに取って代わった。軍の大佐にはエポレットがある。
市民階級第6等は階級に対応する勲章を授与された。
聖ウラジーミル勲章
聖スタニスラフ勲章（二等）

## 歴史上の著名人
帝国公立図書館館長、枢密院議員、ロシア帝国国家評議会議員、各種勲章の授与者であるアレクセイ・ニコラエヴィチ・オレニンは1795年4月に第6等の身分で金銀銅の硬貨と紙幣を交換する国立銀行の設立メンバーに加わり、成功させ第5等へ昇進、最終的には国務長官にまで出世した。
帝国公立図書館館員のイヴァン・クルィロフ、作家として国から公認され第6等の等級を与えられた。

## 市民階級第6等の架空の人物
- タレルキン：アレクサンドル・スーホヴォ＝コブィリン作の「タレルキンの死」の主人公
- チチコフ ：ニコライ・ゴーゴリ作の「死せる魂」の主人公
- セルゲイ・セルゲイビッチ・スカロズブ大佐：アレクサンドル・グリボエードフ作の「知恵の悲しみ」 の登場人物
- ヴァシリー・ペトロヴィッチ・バチェイ ：ワレンチン・カターエフ作の叙事詩「黒海の波」の登場人物
- アレクサンダー・アドゥエフ：イワン・ゴンチャロフ作の「平凡な話」
- エラスト・ファンドーリン：ボリス・アクーニンの探偵小説「エラスト・ファンドーリンの冒険」の主人公、作中時間で1888～1890年まで第6等になっている。

## 市民階級第6等の廃止
ロシア革命が起きると、階級制度は1917年11月8日に廃止され、すべての人民が平等となり階級制度は無くなった。